# Маркос Пакета
Ма́ркос Се́зар Ди́ас де Ка́стро (порт.-браз. Marcos César Dias de Castro, более известный как Ма́ркос Пакета́ (порт.-браз. Marcos Paquetá), 27 августа 1958, Рио-де-Жанейро) — бразильский футболист и футбольный тренер. Возглавлял сборную Саудовской Аравии на чемпионате мира 2006 года.

## Карьера

### Игрока
С 1973 по 1978 год выступал в составе клуба «Америка» из Рио-де-Жанейро, в 1978 году перешёл в другой клуб из Рио «Васко да Гама», в котором играл до 1980 года.

### Тренерская
В 1987 году возглавлял клуб «Америка» из Рио-де-Жанейро, в котором ранее играл. С 1988 по 1989 год работал в ОАЭ, руководил клубом «Аль-Шабаб» из Дубая. С 1990 по 1998 год руководил молодёжным составом клуба «Фламенго» из Рио. С 1999 по 2000 год работал с молодёжью другого клуба из Рио «Флуминенсе», после чего с 2001 по 2003 год снова возглавлял «Фламенго». В 2004 году непродолжительное время работал с клубом «Аваи» из Флорианополиса, после чего, в том же году, возглавил саудовский «Аль-Хиляль» из Эр-Рияда, в нём работал до декабря 2005 года и за это время добился немалого успеха, выиграв вместе с клубом в 2005 году чемпионат Саудовской Аравии, Кубок наследного принца Саудовской Аравии и Кубок принца Фейсала.
С декабря 2005 года возглавлял сборную Саудовской Аравии, руководил ею на чемпионате мира 2006 года. В марте 2007 года возглавил катарский клуб «Аль-Гарафа» из Дохи, и в том же году стал вместе с ним обладателем Кубка шейха Яссима. В 2009 году возглавил клуб «Эр-Райян». В июле 2010 года встал у руля сборной Ливии, с которой подписал контракт на один год.

## Достижения

### Тренера
- Чемпион Саудовской Аравии (1): 2004/05
- Обладатель Кубка наследного принца Саудовской Аравии (1): 2004/05
- Обладатель Кубка принца Фейсала (1): 2004/05
- Обладатель Кубка шейха Яссима (1): 2007
- Чемпион Катара: 2007/08, 2008/09
- Чемпион Алжира: 2021/22